# عمان تريبيون
تُعتبر جريدة عُمان تريبيون واحدة من أبرز الجرائد اليومية التي تصدر باللغة الإنجليزية في سلطنة عُمان. يقع مقرها الرئيسي في مسقط. تأسست الجريدة في سبتمبر 2004، ونجحت في توفير محتوى إخباري موثوق ومتنوع يلبي احتياجات القراء الناطقين بالإنجليزية. على الرغم من توقفها عن النشر في 2017، فإنها تركت أثراً كبيراً في المشهد الإعلامي العُماني.

## تأسيسها
تأسست جريدة عُمان تريبيون في 1 سبتمبر 2004، على يد محمد بن سليمان الطائي. وكانت تصدر يومياً لتغطية الأخبار المحلية والدولية باللغة الإنجليزية، كجزء من الجهود لتلبية احتياجات المجتمع الناطق باللغة الإنجليزية في عُمان. هدفت الجريدة إلى تقديم الأخبار والمعلومات بدقة ومهنية، مع التركيز على الشؤون المحلية والدولية.

## المحتوى التحريري
تميزت جريدة عُمان تريبيون بأسلوبها المهني في التحرير، حيث سعت إلى تقديم الأخبار بموضوعية وحيادية. فاعتمدت على فريق من الصحفيين المحترفين الذين غطوا الأحداث بطريقة دقيقة وموثوقة، مما جعلها مصدرًا موثوقًا للأخبار. قدمت الجريدة تغطية شاملة لمجموعة واسعة من المواضيع، بما في ذلك:
- الأخبار المحلية: تناولت الأحداث المهمة في سلطنة عُمان، مثل الأنشطة الحكومية، والتنمية الاقتصادية، والمناسبات الثقافية والاجتماعية. تعد جريدة عُمان تريبيون هي الأفضل من بين كافة الجرائد الإنجليزية في السلطنة حيث اعتمدت كثيراً على محتوى جريدتها الشقيقة الوطن، وهي إحدى الصحف العربية الرائدة في الشرق الأوسط.

- الأخبار الدولية: استعرضت القضايا العالمية التي تهم القراء، مما ساهم في زيادة الوعي حول الأحداث الجارية في العالم. والجديد بالذكر أن الجريدة تنشر مقالات وآراء حول عُمان ودول مجلس التعاون الخليجي الأخرى (الإمارات العربية المتحدة، قطر، المملكة العربية السعودية، البحرين والكويت)، والدول العربية، فضلاً عن التطورات في الشرق الأوسط.

كما عملت جريدة عُمان تريبيون على تجميع المقالات والرسوم البيانية من صحيفة نيويورك تايمز ، وهارفارد بيزنس ريفيو ، وواشنطن بوست، وبلومبرج، وخدمة أخبار ماكلاتشي تريبيون، وجرافيك نيوز، ومصادر إخبارية أخرى.

## التحديات التي واجهتها
واجهت جريدة عُمان تريبيون تحديات في ظل التغيرات السريعة في صناعة الإعلام، بما في ذلك التوسع في وسائل الإعلام الرقمية وتغير أنماط استهلاك الأخبار. قد تكون هذه التحديات أحد الأسباب وراء قرارها بالتوقف عن النشر.
على الرغم من أن جريدة عُمان تريبيون توقفت عن النشر في الأول من نوفمبر في 2017، فإن تأثيرها على المشهد الإعلامي العماني لا يزال محسوسًا. كانت الجريدة منبرًا لتبادل الأفكار والمعلومات، وساهمت في تعزيز الحوار المجتمعي حول القضايا المهمة.